# Sjukvårdspartiet
Sjukvårdspartiet (SVP) (wörtlich übersetzt: Krankenpflegepartei) ist eine politische Kleinpartei in Schweden. Die Partei sieht den Bereich des Gesundheitswesens und der Krankenpflege als Kernfrage ihrer Politik. 
Die Provinziallandtage in Schweden sind für den Bereich Gesundheitswesen, medizinische Versorgung und Krankenpflege verantwortlich, der mit über 80 % des Kostenaufkommens den beherrschenden Platz unter deren Aufgaben einnimmt. Aufgrund der Unzufriedenheit mit der Politik der traditionellen Parteien in diesem Bereich entstanden in den 1990er Jahren regionale Parteien, die für den Provinziallandtag kandidierten. 2005 schlossen sich sieben dieser regionalen Parteien zu einer reichsweit kandidierenden Partei zusammen. Andere regionale Krankenpflegeparteien wie zum Beispiel die in Västra Götaland und Värmland verblieben unabhängig. 
Sjukvårdspartiet erreichte bei der Wahl 2006 zwar nur 0,21 % der Stimmen für den Reichstag, aber zog in vier der sieben Provinziallandtage, für die man kandidierte, ein und ist auch in 10 Gemeinden vertreten (In weiteren vier Provinziallandtagen sind regionale, unabhängige Krankenpflegeparteien vertreten). In einem Provinziallandtag (Norrbotten) ist Sjukvårdspartiet die zweitgrößte Partei, in einem weiteren (Värmland) ist eine regionale Krankenpflegepartei zweitgrößte Partei.